# Quality Street
Quality Street (bra: Rua de Qualidade) é um filme estadunidense de 1937, do gênero comédia, dirigido por George Stevens. 

## Sinopse
Uma solteirona disfarça sua sobrinha, a fim de reconquistar o amor de um homem que não a vê há dez anos. 

## Elenco
- Katharine Hepburn ...  Phoebe Throssel
- Franchot Tone     ...  Dr. Valentine Brown
- Fay Bainter       ...  Susan Throssel

## Principais prêmios e indicações
Oscar 1938 (EUA)
- Indicado ao Prêmio de Melhor Música